# Sapintus spinulosus
Sapintus spinulosus es una especie de coleóptero de la familia Anthicidae.

## Distribución geográfica
Habita en México.